# バラのいたずら
「バラのいたずら」（"Love Is a Rose"）はニール・ヤングが作詞作曲した楽曲。この曲に最初に人気が出たのは1975年にリンダ・ロンシュタットによるカントリー・バージョンがヒットしてからである。「バラのいたずら」は長年に渡って、他のアーティストにもカバーされている。

## ニール・ヤングのバージョン

### 背景
ニール・ヤングがこの曲を1974年に最初に録音したのは、発売されなかったアルバム『ホームグロウン』であった。この曲は後に1977年のヤングのコンピレーション・アルバム『ディケイド〜輝ける10年』でリリースされた。『ホームグロウン』が2020年に最終的にリリースされるまではこの曲のヤングによる録音は『デケイド』に収録されたものだけだった。
「バラのいたずら」のメロディは、2007年までリリースされなかった『ライヴ・アット・マッセイ・ホール1971』に収録されたもう一つのリリースされなかった曲 "Dance, Dance, Dance" からとられたものだった。ヤングの長年のバックバンドであるクレイジー・ホースは、1971年の彼らのアルバム『クレイジー・ホース』にこの曲を "Dance, Dance, Dance" のタイトルで収録し、ニュー・シーカーズは1972年にこの曲のカバーをシングルとして発売した。

## リンダ・ロンシュタットのバージョン

### 背景
リンダ・ロンシュタットはカントリー・ミュージック風に編曲した「バラのいたずら」をプラチナ・ディスクとなった1975年のアルバム『哀しみのプリズナー』に収録した。彼女の解釈はアメリカのビルボード・カントリー・シングル・チャートで最高5位に達した。「バラのいたずら」はよりポップ指向のBillboard Hot 100チャートにも登場したが、B面の「ヒート・ウェイヴ」の方がポピュラー系ラジオ局では好まれ、こちらが5位を獲得した。ロンシュタットはこの曲を1970年代の中ごろから終わりにかけてコンサートで頻繁に演奏した。

### チャートでの成績
| チャート (1975年)                            | 最高順位 |
| -------------------------------------------- | -------- |
| 全米ビルボード・ホット100                    | 63       |
| 全米ビルボード・ホット・カントリー・シングル | 5        |
| カナダ RPM トップ・シングル                  | 100      |
| カナダ RPM カントリー                        | 46       |

## その他のバージョン
- リサ・ローブは「バラのいたずら」を2008年のアルバム Camp Lisa に収録した。ジル・ジョンソン（英語版）は2009年のカバー・アルバム Music Row II でこの曲をカバーし[3]、その後のライブでバンドと共にア・カペラで歌った[4]。
- テリ・クラーク（英語版）は「バラのいたずら」のカバーを2012年11月13日に発売された自身の9枚目のスタジオアルバム Classic に収録した。クラークのバージョンはアルバムからのファーストシングルとして2012年10月に発売された。